# Tron (franchise)
Pour les articles homonymes, voir Tron.
 Pour plus de détails, voir Fiche technique et Distribution
Tron est une franchise médiatique de science-fiction créée par Steven Lisberger et Bonnie MacBird et appartenant à Walt Disney Pictures. Elle débute avec le long métrage Tron réalisé par Steven Lisberger et sorti en 1982. Il met en scène le personnage du développeur de jeux vidéo Kevin Flynn, incarné par Jeff Bridges.
Le premier opus devient un film culte et a été acclamé pour ses effets visuels à l'époque révolutionnaires et son utilisation intensive des premières images générées par ordinateur. Il est suivi par Tron : L'Héritage (2010), qui se déroule 28 ans après les évènements du premier film et met en scène le fils de Kevin, Sam. Une série animée, Tron : La Révolte, est diffusée entre 2012 et 2013 sur Disney XD. Un troisième long métrage, Tron: Ares, est prévu pour 2025.
La franchise connait également d'autres œuvres et produits dérivés comme des jeux vidéo, des comics, des attractions,.

## Cinéma

### Synopsis
Tron (1982)

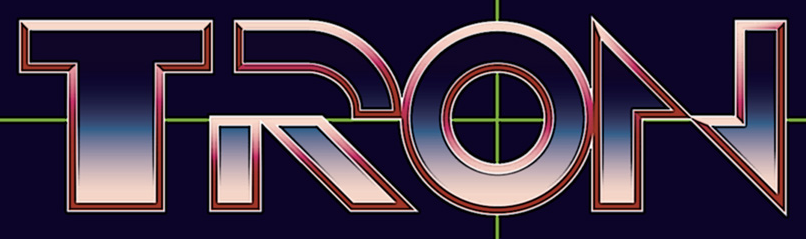
Logo du premier film

1989. Kevin Flynn est un talentueux développeur de jeux vidéo. Il travaille pour l'éditeur ENCOM. Mais la paternité des jeux qu'il développe est usurpée par un de ses collègues, Ed Dillinger qui, devenu président d'ENCOM, parvient à le faire licencier. Kevin devient gérant d'une salle d'arcade où tournent ses propres jeux, mais au bénéfice d'ENCOM. Il tente par ailleurs de pénétrer le système informatique de son ancienne société. À l'aide de son programme informatique « CLU » (pour « Codified Likeness Utility »), il recherche des preuves de la spoliation dont il a été victime. Mais le système informatique d'ENCOM, bien protégé, est sous le contrôle du MCP (« Master Control Program », le « Maître Contrôle Principal » en VF), un ancien programme d'échecs créé par Dillinger qui a atteint le stade d'une intelligence artificielle par une évolution autonome incontrôlée.
CLU ayant été neutralisé par le MCP, Flynn n'a d'autre choix que de s'introduire physiquement chez ENCOM pour accéder de l'intérieur au système informatique de l'entreprise. Pour cela, il compte sur la complicité de ses anciens collègues, Lora et Alan, qui travaillent toujours dans son ancienne entreprise. Parvenu à entrer chez ENCOM, Flynn accède à un terminal informatique situé dans les laboratoires de la compagnie où est mené un projet de recherche sur la dématérialisation (téléportation) des objets. Alors qu'il est détecté par le MCP, celui-ci prend le contrôle d'un laser expérimental et l'active sur Flynn, le dématérialisant pour l'injecter au cœur du système informatique.
Au sein du réseau informatique d'ENCOM régi par le MCP, les programmes ont la même apparence que leur concepteurs. Flynn y retrouve donc ceux qui reprennent les traits de Lora (programme « YORI ») et Alan (programme « TRON »), mais aussi Dillinger (programme « SARK »). Cependant, Flynn est capturé par les entités à la solde du MCP, celles-ci essayant de l'éliminer en le lançant sur la « grille des jeux » d'ENCOM : des combats de disques et des courses de motocycles lumineux. Flynn, en tant que concepteur de ces jeux, réussit à s'échapper et entreprend de libérer le système de la mainmise du duo SARK / MCP. Il y parvient finalement, récupérant au passage la preuve de ses droits de propriété, ce qui provoque la chute de Dillinger à la tête d'ENCOM, Flynn récupérant son poste de président.
Tron : L'Héritage (2010)

logo de Tron : L'Héritage

Kevin Flynn est porté disparu depuis 1980. Plus de vingt ans plus tard, son fils Sam s'intéresse aux projets de la compagnie ENCOM, désormais dirigée par une assemblée de directeurs mais dont il est toujours partenaire associé par héritage (actionnaire principal). Après une intrusion dans les bureaux de la société, Sam fuit et reçoit chez lui la visite d'Alan Bradley, ancien collègue et ami de son père. Celui-ci lui dit avoir reçu un message étrange provenant de la salle d'arcade abandonnée de Kevin Flynn. Sam s'y rend et découvre un bureau caché où il est envoyé malgré lui dans la Grille, un monde virtuel créé par son père. Là-bas, Sam se retrouve rapidement confronter un programme masqué appelé Rinzler. Quand celui-ci s'aperçoit que Sam est un « Concepteur », il l'amène devant CLU, un programme ayant l'apparence de Kevin Flynn et contrôleur de la Grille. CLU décide d'affronter Sam dans un match de Light Cycle où Sam manque de mourir.
Sam est sauvé par Quorra, un programme ami de Flynn qui emmène Sam le rejoindre loin du contrôle de CLU. Flynn père et fils se retrouvent et Kevin raconte alors comment il a voulu créer un système numérique parfait avec l'aide de CLU, son double numérique, et Tron (un programme de sécurité créé par Bradley).
Tron: The Next Day (court métrage, 2011)
Un jour après les événements impliquant Sam et Kevin Flynn, ZackAttack, le responsable du mouvement underground Flynn Lives, publie sa dernière vidéo clandestine, de peur que son action contre ENCOM soit découverte et révélée au grand jour,
Tron: Ares (2025)

### Fiche technique
|                           | Tron (1982)                      | Tron : L'Héritage (2010)            | Tron: The Next Day (court métrage, 2011) | Tron: Ares (2025)                   |
| ------------------------- | -------------------------------- | ----------------------------------- | ---------------------------------------- | ----------------------------------- |
| Réalisateurs              | Steven Lisberger                 | Joseph Kosinski                     | Kurt Mattila                             | Joachim Rønning                     |
| Scénaristes               | Steven Lisberger                 | Adam Horowitz                       | Robert Auten                             | Jesse Wigutow                       |
| Scénaristes               | Bonnie MacBird (histoire)        | Edward Kitsis                       | Kurt Mattila                             | Jack Thorne                         |
| Montage                   | Jeff Gourson                     | James Haygood                       | Keith Dunkerley                          | NC                                  |
| Producteurs               | Donald Kushner                   | Steven Lisberger                    | Alexander Dervin                         | Jared Leto                          |
| Producteurs               | Ronald Miller                    | Sean Bailey                         | Brian Hall                               | Emma Ludbrook                       |
| Producteurs               |                                  | Jeffrey Silver                      | Christina Hwang                          | Justin Springer                     |
| Musique                   | Basil Poledouris                 | Daft Punk                           | Daft PunkWalter Werzowa                  | Nine Inch Nails                     |
| Photographie              | Bruce Logan                      | Claudio Miranda                     | Keith Dunkerley                          | Jeff Cronenweth                     |
| Date de sortie États-Unis | 9 juillet 1982                   | 17 décembre 2010                    | 14 mars 2011 (internet)                  | NC Date sujette à modification      |
| Date de sortie France     | 15 décembre 1982                 | 9 février 2011                      |                                          | NC Date sujette à modification      |
| Durée                     | 96 minutes                       | 125 minutes                         | 10 minutes                               | NC                                  |
| Budget                    | 17 000 000 $                     | 170 000 000 $                       | NC                                       | NC                                  |
| Genres                    | science-fiction, action          | science-fiction, action             | science-fiction, action                  | science-fiction, action             |
| Pays de production        | États-Unis                       | États-Unis                          | États-Unis                               | États-Unis                          |
| Sociétés de production    | Walt Disney Productions          | Walt Disney Pictures                | Walt Disney Pictures                     | Walt Disney Pictures                |
| Sociétés de production    | Lisberger/Kushner                | Sean Bailey Productions             | Prologue Pictures                        | Paradox                             |
| Distributeur États-Unis   | Buena Vista Distribution Company | Walt Disney Studios Motion Pictures | Walt Disney Studios Home Entertainment   | Walt Disney Studios Motion Pictures |
| Distributeur France       | Walt Disney Productions          | Walt Disney Studios Motion Pictures | Walt Disney Studios Home Entertainment   | Walt Disney Studios Motion Pictures |

### Distribution
| Personnages                   | Longs métrages   | Longs métrages                     | Longs métrages | Court métrage                    |
| Personnages                   | Tron             | Tron : L'Héritage                  | Tron: Ares     | Tron: The Next Day               |
| ----------------------------- | ---------------- | ---------------------------------- | -------------- | -------------------------------- |
| Kevin Flynn / Clu             | Jeff Bridges     | Jeff Bridges                       | Jeff Bridges   | Jeff Bridges                     |
| Alan Bradley / Tron / Rinzler | Bruce Boxleitner | Bruce Boxleitner                   |                | Bruce Boxleitner                 |
| Roy Kleinberg / Ram           | Dan Shor         |                                    |                | Dan Shor                         |
| Ed Dillinger / Sark           | David Warner     |                                    |                | David Warner (voix, non crédité) |
| Crom                          | Peter Jurasik    |                                    |                |                                  |
| Dr Lora Baines / Yori         | Cindy Morgan     |                                    |                |                                  |
| Dr Walter Gibbs / Dumont      | Barnard Hughes   |                                    |                |                                  |
| Sam Flynn                     |                  | Garrett HedlundOwen Best (jeune)   |                | Garrett Hedlund                  |
| Quorra                        |                  | Olivia Wilde                       |                |                                  |
| Edward Dillinger Jr.          |                  | Cillian Murphy (caméo non crédité) |                |                                  |
| Castor / Zuse                 |                  | Michael Sheen                      |                |                                  |
| Gem                           |                  | Beau Garrett                       |                |                                  |
| Jarvis                        |                  | James Frain                        |                |                                  |
| Richard Mackey                |                  | Jeffrey Nordling                   |                |                                  |
| Matthew Roth                  |                  |                                    |                | Alex Sanborn                     |
| Ares                          |                  |                                    | Jared Leto     |                                  |

### Accueil

#### Critique
| Films             | Rotten Tomatoes     | Metacritic            | Allociné              |
| ----------------- | ------------------- | --------------------- | --------------------- |
| Tron              | 73% (71 critiques)  | 58/100 (13 critiques) | 3,6⁄5 (5 critiques).  |
| Tron : L'Héritage | 51% (249 critiques) | 49/100 (40 critiques) | 2,7⁄5 (23 critiques). |

#### Box-office
| Films             | Recettes au box-office | Recettes au box-office | Recettes au box-office | Budget        | Réf.   |
| Films             | États-Unis/ Canada     | Reste du monde         | Mondial                | Budget        | Réf.   |
| ----------------- | ---------------------- | ---------------------- | ---------------------- | ------------- | ------ |
| Tron              | 33 000 000 $           | 17 000 000 $           | 50 000 000 $           | 17 000 000 $  | [ 14 ] |
| Tron : L'Héritage | 172 062 763 $          | 228 000 000 $          | 400 062 763 $          | 170 000 000 $ | [ 15 ] |
| Totaux            | 205 062 763 $          | 245 000 000 $          | 450 062 763 $          | 187 000 000 $ | [ 16 ] |

## Télévision
La franchise se poursuit à la télévision avec la série d'animation Tron : La Révolte (Tron: Uprising), développée par Edward Kitsis et Adam Horowitz. Diffusée sur Disney XD entre 2012 et 2013, elle ne connait qu'une seule saison de 19 épisodes.
Elle met en scène Beck, jeune programme mécanicien, qui est confronté à la loi martiale appliquée par le général Tesler envoyé par Clu dans son secteur de la Grille. Beck rencontre le héros Tron et, entraîné par lui, devient une figure montante de la révolte sous le nom de Renégat. Elijah Wood prête sa voix au personnage principal alors que Bruce Boxleitner double Tron. Olivia Wilde reprend son personnage du second film, Quorra.

## Autres supports et œuvres dérivées

### Jeux vidéo
La franchisa connait plusieurs jeux vidéo officiels :
- 1982 : Tron, jeu pour borne d'arcade de Bally Midway
- 1982 : Tron: Deadly Discs, de Mattel Electronics
- 1982 : Tron: Maze-A-Tron, de Mattel Electronics
- 1982 : Adventures of Tron, d'APh Technological Consulting
- 1983 : Discs of Tron, jeu pour borne d'arcade de Bally Midway
- 1983 : Tron: Solar Sailer, de Mattel Electronics
- 2003 : Tron 2.0, développé par Monolith Productions
- 2010 : Tron: Evolution - Les Batailles du damier, développé par n-Space
- 2011 : Tron: Evolution, développé par Propaganda Games
- 2016 : Tron RUN/r, développé par Sanzaru Games

Un univers Tron est présent dans le jeu Kingdom Hearts 2 (2005). L'univers Tron a par ailleurs inspiré de nombreux jeux de manière non officielle comme GLTron (1998) et Armagetron Advanced (2001).

### Attractions
De 1982 à 1995, l'attraction PeopleMover, présente dans la section Tomorrowland du parc d'attractions Disneyland d'Anaheim, est modifié pour coller à l'univers Tron.
En 2016, l'attraction Tron Lightcycle Power Run est lancée au Shanghai Disneyland. Une version similaire ouvre ensuite au Magic Kingdom en Floride en avril 2023.